# Nueva Reforma, Minatitlán
Nueva Reforma är en ort i Mexiko.   Den ligger i kommunen Minatitlán och delstaten Veracruz, i den sydöstra delen av landet, 500 km öster om huvudstaden Mexico City. Nueva Reforma ligger 15 meter över havet och antalet invånare är 254.
Terrängen runt Nueva Reforma är platt. Runt Nueva Reforma är det ganska glesbefolkat, med 29 invånare per kvadratkilometer. Närmaste större samhälle är La Concepción, 11,8 km nordost om Nueva Reforma. Omgivningarna runt Nueva Reforma är en mosaik av jordbruksmark och naturlig växtlighet.